# Bernardus de Quertenmont
Bernardus de Quertenmont, (of Andréas Bernardus de Quartenmont) (Antwerpen, 1 februari 1750 - aldaar, 3 juni 1835) was een Vlaamse kunstschilder en graveur.

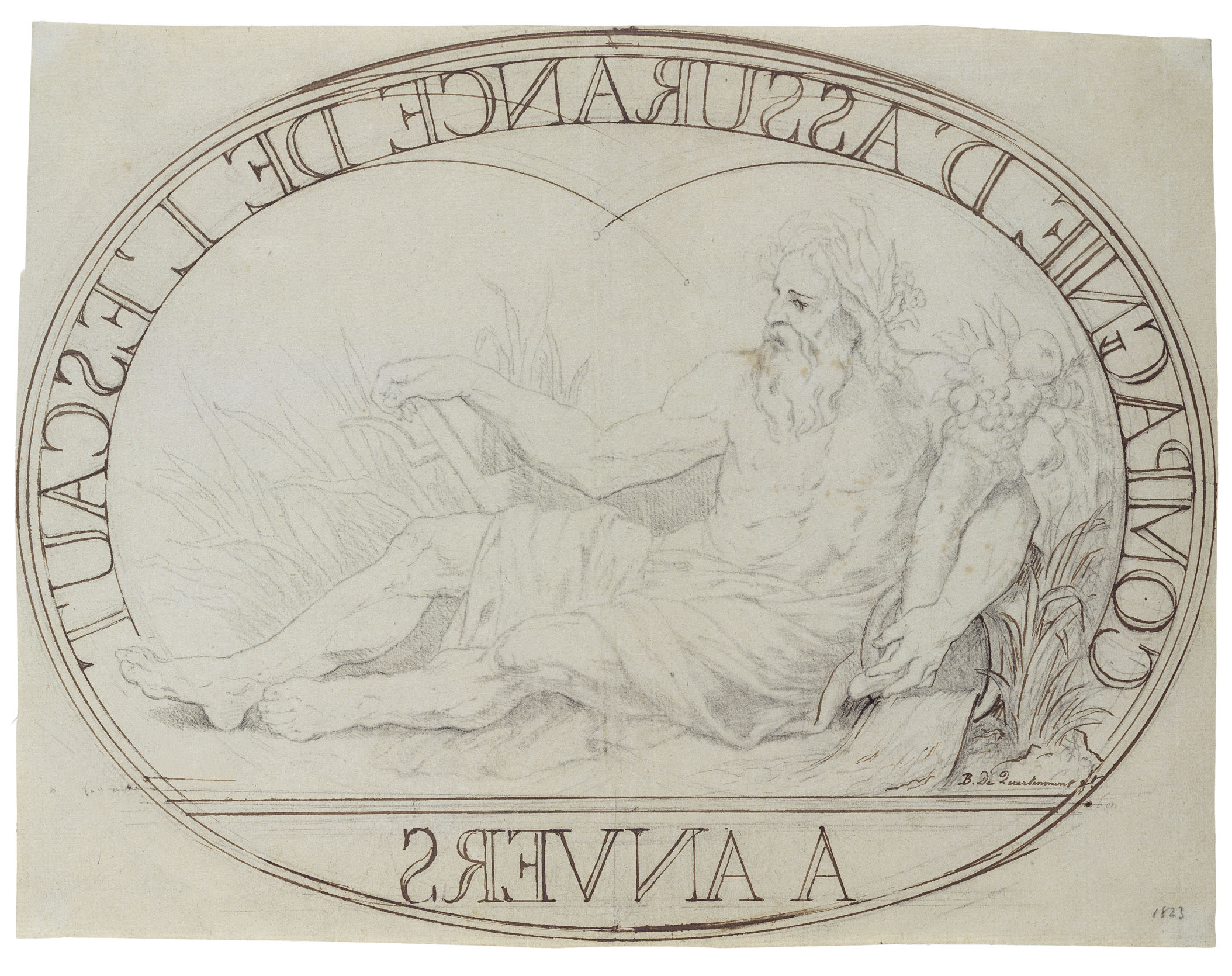
Ontwerp voor een ovalen plaat met de stroomgod Scaldis - Museum Plantin-Moretus bruikleen Erfgoedfonds

De Quertenmont nam les bij de Antwerpse graveur Philippus Keminckx en tegelijkertijd tekenles bij de Academie voor Schone Kunsten te Antwerpen. Hij won de eerste prijs voor tekenen van een levend model aan de Antwerpse academie in 1771. Datzelfde jaar werd hij lid van de lokale Sint-Lucasgilde. Daaruit volgde zijn aanstelling als professor aan de academie.
In 1778 volgde zijn benoeming tot directeur tot de sluiting van de academie door Franse revolutionairen in oktober 1794. De Quertemont startte een eigen tekenacademie die zeer succesvol was. In 1790 ontving hij het lidmaatschap van de kunstacademie in Düsseldorf. De Quertenmont had talrijke leerlingen, onder wie Louis Adrien Moons, Adriaan de Lelie en Frans Balthasar Solvyns.

## Zijn werk

Peter Scheemakers door Bernardus de Quertenmont

De Quertenmont was een volleerd kopiist, gerespecteerd voor zijn techniek. Aan hem vertrouwde men de taak toe om een kopie te maken van het schilderij Onze-Lieve-Vrouw van de Rozenkrans van Caravaggio. Dit schilderij hing oorspronkelijk in de Sint-Pauluskerk van de dominicanen te Antwerpen tot keizer Jozef II van Oostenrijk in 1786 het opeiste voor zijn eigen collectie.
Hij schilderde eveneens een portret van abt Gregorius Thiels van de abdij van Averbode. Hij maakte onder meer etsen van portretten, gebaseerd op schilderijen van Peter Paul Rubens en Antoon van Dyck.
- Bibliothèque nationale de France: cb149661901 (data)
- Biografisch Portaal: 15473479
- Gemeinsame Normdatei: 1274116457
- International Standard Name Identifier: 0000 0003 6698 2927
- RKD-Nederlands Instituut voor Kunstgeschiedenis: 65239
- Union List of Artist Names: 500073909
- Virtual International Authority File: 231347149